# Mycale nullarosette
Mycale nullarosette är en svampdjursart som beskrevs av Kazuo Hoshino 1981. Mycale nullarosette ingår i släktet Mycale och familjen Mycalidae. Inga underarter finns listade i Catalogue of Life.